# M1905刺刀
M1905刺刀（英語：Model of 1905 bayonet；英文名先在1917年更改為、再在1925年軍隊採用M字母作制式編號法時更改為）是為取代美國M1903「春田」步枪原來配用的刺型刺刀而研製和生產的刺刀。M1905刺刀具有406.4毫米（16英吋）的刀鋒和101.6毫米（4英吋）的握柄。該刺刀還可配用於美國M1「加兰德」半自动步枪。1942年，當M1「加兰德」的生產系統轉移到戰時生產系統之時，M1905刺刀的設計旨在通過採用模製塑料取代木質握柄以提高生產率，其後該型號又被稱為M1942刺刀。1943年，生產了一種刀鋒較短的254毫米（10英寸）版本，同樣裝有黑色模製塑料握柄，並且將其命名為M1刺刀。

## 歷史
1903年採用的早期型M1903「春田」步槍在槍身當中內置了一根滑動式刺型刺刀。之所以採用這種刺刀，是因為人們認為隨著步槍火力的增加，拼刺刀戰鬥的重要性將會降低，而且減輕重量可易於部署。然而，1905年1月4日，時任總統西奥多·罗斯福致陸軍部長威廉·塔夫脫的信中寫了一封關於早期型M1903的刺刀的批評信：“您必須知道，刺型刺刀是就我所知最差劣的發明。”這是出於日俄战争期間，陪伴舊日本军作戰的一名武官的報告，作為當時夜間攻擊而開發的新戰術降低了火力的效果的事實，使得刺刀在夜間攻勢當中的效能再度提高。
1905年1月11日，由於考慮採用新型刺刀，原來的刺型刺刀停止生產。審議的委員會先選出了多款新型刺刀構型，包括長達12英寸的長刺型，3或4條溝紋、長達18英寸的長刺型、長達16英寸的匕首型，以及長達16英寸的布伊刀型、並且附帶如鎖匙般的特殊功能；最終，長達16英寸的匕首型刺刀被認為是最佳構型。3月28日，委員會的決定獲得批准；4月3日，經塔夫脫部長批准以後，給予制式命名為M1905刺刀（英語：Bayonet, Model of 1905）。
M1905刺刀的設計以春田M1892（卡拉格—約根森步槍的國產型）的10英寸長刺刀為藍本，但由於M1903被用作步兵和騎兵武器而令槍管被縮短，相應的延長了其刀鋒，刺刀座改為與挪威的卡拉格步槍相同的形式，而非毛瑟式。可由於強度問題，所有刺刀都在1908年進行了翻新。
第一次世界大戰以前，所有金屬部件都被塗成褐色，只有刀鋒被打磨。參戰以後，刀鋒也被塗成褐色，1917年以後還開始採用磷酸盐涂层處理。
由政府所有的國營兵工廠所製造的M1905刺刀裝有胡桃木握把，刀鋒以上刻有军械部队徽章和首字母的縮寫，註明生產商、生產年份、序列號和U.S.（美國）。自1905年以來，它一直在岩島兵工廠生產，直到1919年，改由春田兵工廠生產，直到1922年結束。在此期間的總產量約為1,500,000把。
正式參戰第二次世界大戰以後的1942年4月，包括聯合叉與鋤頭、尤蒂卡餐具和奧尼達等民間生產商亦開始生產該刺刀。民間生產商所生產的刺刀並無數字序列號，握把改為棕色或黑色樹脂製造（因而又稱為M1942刺刀）。隨著M1刺刀的採用，到1943年5月生產結束時，共生產了1,540,578把。
此外，騎兵部隊會使用左輪手槍進行近身距離作戰，因而並未發配M1905刺刀。

## M1942

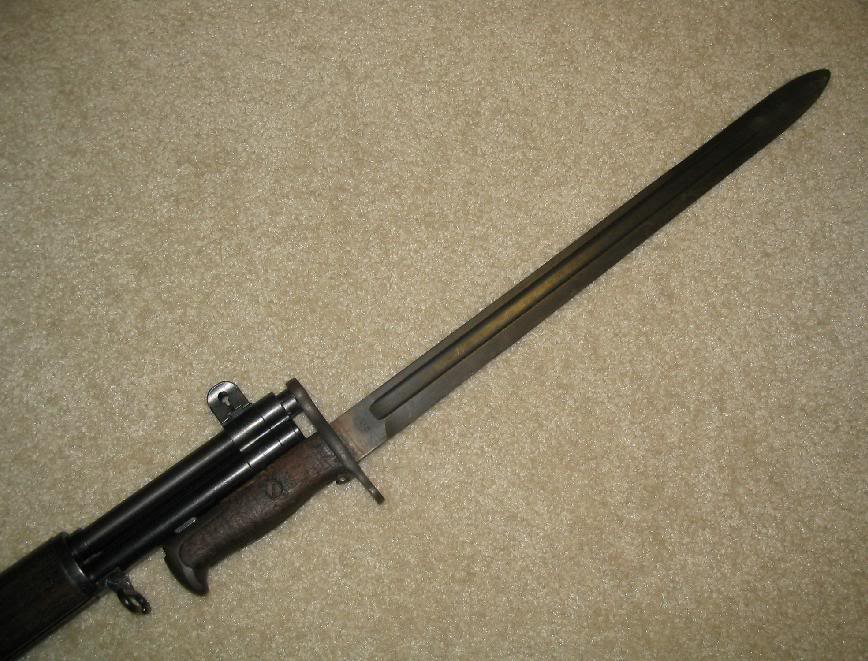
M1942刺刀

M1942是收藏家對於黑色模製塑料握柄的M1905刺刀的非正式編號。它的生產數量足以應付戰時生產的M1「加兰德」。M1942亦具有406.4毫米（16英吋）的刀鋒和101.6毫米（4英吋）的握柄。M1905和M1942刺刀可以互換，亦可用於M1903「春田」和M1「加兰德」。正如以上，M1942這一編號從未被軍方正式採用；無論握把的結構如何，所有16英寸刀鋒的刺刀都統稱為M1905。
| 由製造商所生產的 M1942（1942—43年） | 總數      |
| 美國叉與鋤頭公司                    | 350,000把 |
| 奧尼達有限公司                      | 235,000把 |
| 帕爾刀片及器具公司                  | 250,000把 |
| 尤蒂卡餐具公司                      | 225,000把 |
| 聯合叉與鋤頭公司                    | 385,000把 |
| 王爾德·鑿鍛造及工具公司             | 60,000把  |

## M1905E1和M1刺刀
1943年，美國陸军決定將M1905刺刀的刀鋒縮短至254毫米（10英寸），並且盡可能的召回了前線的M1905和M1942刺刀，將它們的刀鋒切短成一定尺寸，然後重新發配部隊。這些經過縮短的M1905刺刀被重新編號為M1905E1。
以後，美國陸軍還推出了一款新型的M1刺刀，該刺刀被設計為用於M1「加兰德」。M1刺刀的刀鋒長達254毫米（10英寸），握柄則是101.6毫米（4英吋）。

## 刀鞘
最初的M1905刀鞘具有由牛皮皮罩附接著的木質主體，而且採用了一根鋼絲皮帶吊架，穿過了支撐帶並且圍腰一周以支撐刀鞘。其後的M1910刀鞘藉帆布覆蓋著皮革尖端。鋼絲繩皮帶鉤取代了皮帶吊架。在第一次世界大戰期間，M1910刀鞘是該戰爭當中所使用的主要刀鞘。而早期的M1905刀鞘則是經過修改，藉由皮帶鉤代替皮帶吊架。以後一款綠色皮革主體的M1917刀鞘（為M1917刺刀而設計）被批准替代M1905刺刀鞘。
第二次世界大戰初期，又研發了一款新型刀鞘M3，以取代這些早期的刀鞘。M3刀鞘具有玻璃钢主體和金屬鞘喉，並且配有用以固定在彈藥帶以上的鉤子。

## 參見

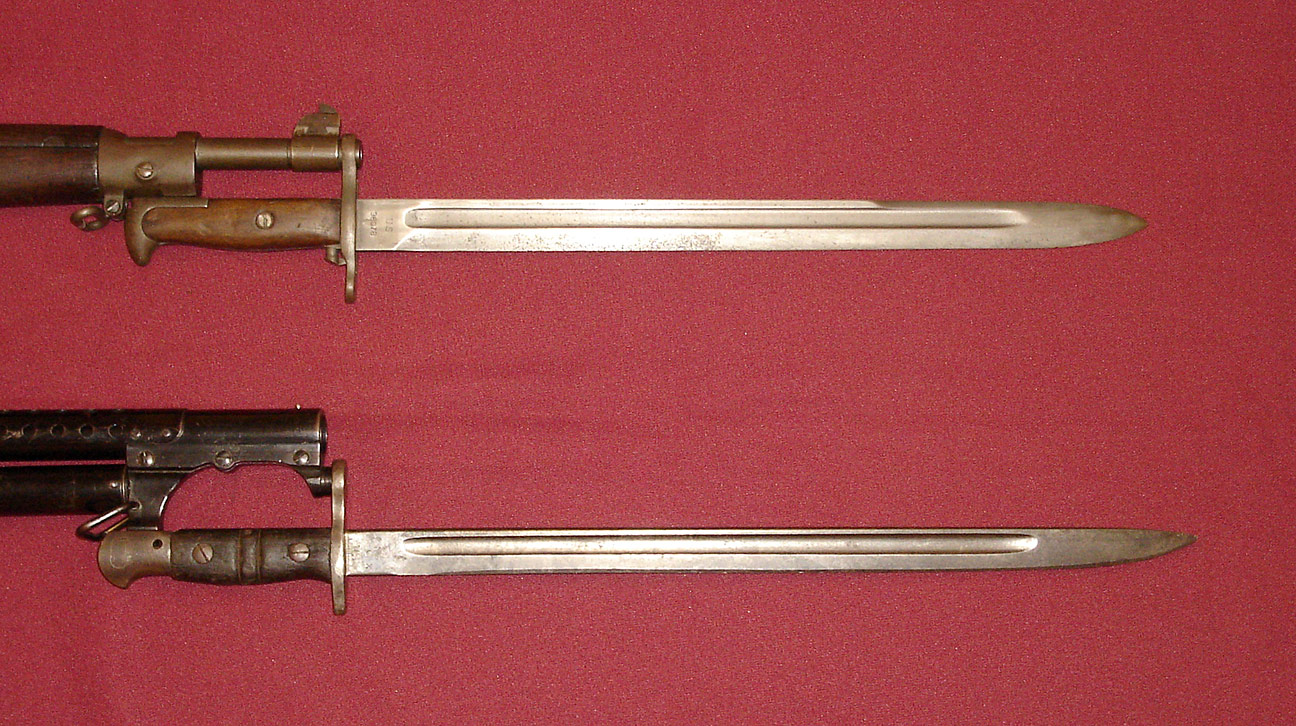
第一次世界大戰當中的各款美國軍用刺刀。從上而下展示的是固定在M1903「春田」以上的美國M1905刺刀和固定在溫徹斯特M12戰壕掃帚型泵動式霰彈槍以上的美國M1917刺刀。

## 資料來源
1. ↑  . wwiiafterwwii.wordpress.com. 17 January 2019  [2019-10-12]. （原始内容存档于2020-11-12）.
2. ↑  附注：在第一次和第二次世界大戰期間，M1903步槍的衍生型是由春田兵工廠、雷明登武器公司、岩島兵工廠（英语：Rock Island Arsenal）和史密斯·科羅納打字機公司所生產。
3. 1 2 3  . Springfield Armory Museum.   [2017-08-27]. （原始内容存档于2019-10-18）.
4. 1 2 3 4  . Springfield Armory Museum.   [2017-08-27].
5. ↑  .   [2019-10-12]. （原始内容存档于2020-02-01）.
6. ↑  Canfield, Bruce N.; Bayonet Scabbards for U.S. M1903 Springfields; "American Rifleman;" September 2009; p.48

## 外部連結
- （英文）—Olive Drab （页面存档备份，存于）
- （英文）—USA—First World War Era Bayonets （页面存档备份，存于）